# Xavier Soy i Soler
Xavier Soy i Soler (Bescanó, 3 d'agost de 1950) és un polític català, alcalde de Bescanó i diputat al Parlament de Catalunya en la V Legislatura 
Militant de CDC des de 1977, fou escollit alcalde de Bescanó a les eleccions municipals de 1987 i ha mantingut el càrrec fins a les eleccions de 2015. Ha estat cap de gabinet de la Diputació de Girona de 1979 a 1981 per CiU, i de 1981 a 1999 delegat territorial del Govern de la Generalitat a Girona.
Fou elegit diputat a les eleccions al Parlament de Catalunya de 1999 a la circumscripció de Girona. Ha estat membre de la Comissió d'agricultura, ramaderia i pesca del Parlament de Catalunya.